# Einojuhani Rautavaara

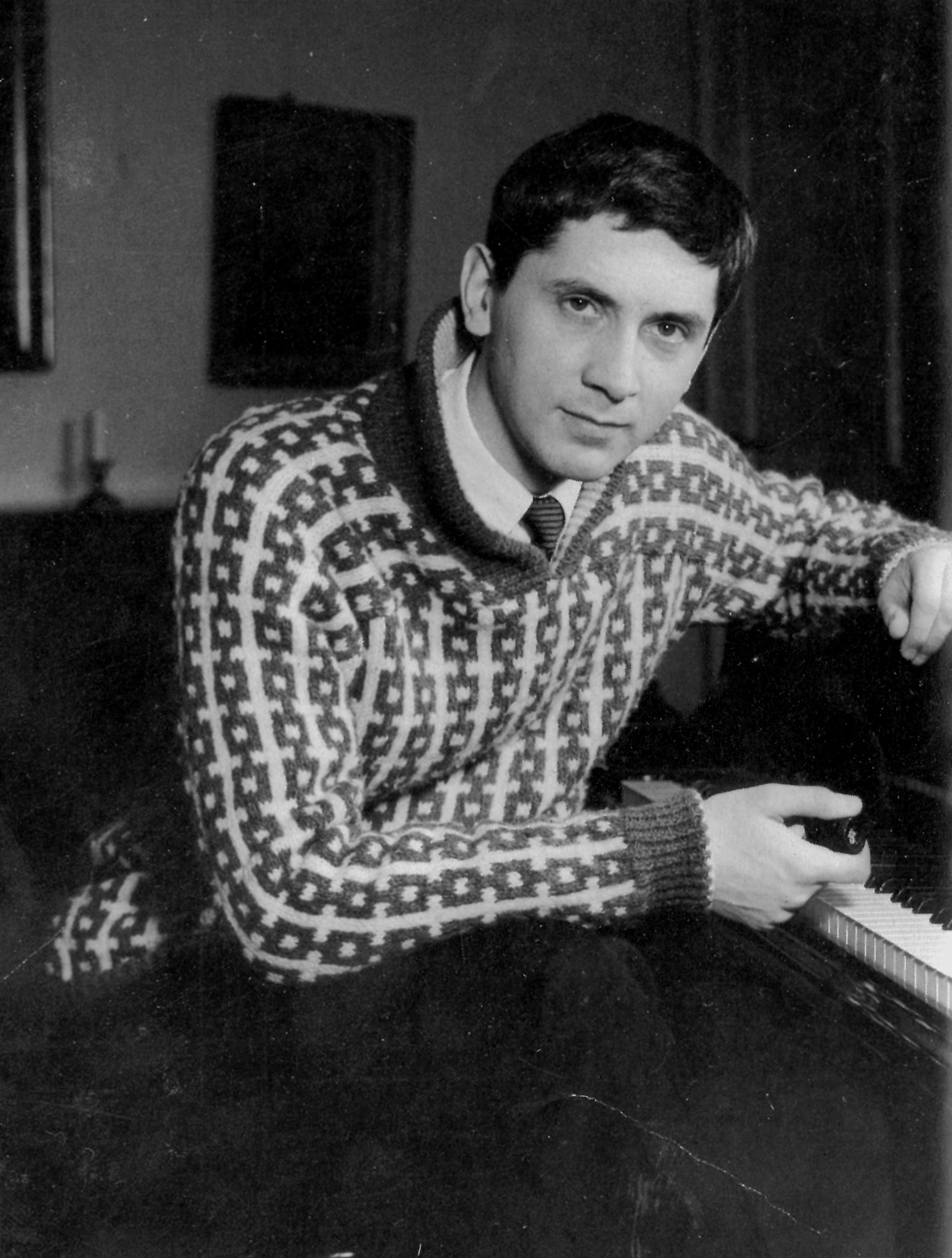
Der junge Komponist in den 1950er-Jahren

Einojuhani Rautavaara [ˈɛi̯nɔjuhɑni ˈrɑu̯tɑvɑːrɑ]  (eigentl. Eino Juhani Rautavaara; * 9. Oktober 1928 in Helsinki; † 27. Juli 2016 ebenda) war ein finnischer Komponist, der vor allem durch sinfonische Werke bekannt wurde. Er galt als einer der bedeutendsten zeitgenössischen finnischen Komponisten.

## Leben
Rautavaara wurde als Sohn des Opernsängers und Kantors Eino Rautavaara (vormals Jernberg) und der Ärztin Elsa Teräskieli (vormals Träskelin) in Helsinki geboren. Von Geburt an kam er mit Musik in Berührung. Beide Eltern starben früh, der Junge wurde von einer Tante adoptiert und großgezogen. Er studierte in Turku Klavier und nach dem Abitur in Helsinki an der Sibelius-Akademie Musikwissenschaft und Komposition bei Aarre Merikanto. Jean Sibelius ließ Rautavaara 1955 ein Stipendium zukommen, das die Koussevitsky-Stiftung dem neunzigjährigen Sibelius zuerkannt hatte. Rautavaara konnte so an der Juilliard School of Music in New York bei Vincent Persichetti und am Tanglewood Music Center bei Roger Sessions und Aaron Copland studieren. Er graduierte 1957, danach folgte ein Privatstudium der Zwölftontechnik bei Wladimir Vogel in Ascona.
Nach diversen Tätigkeiten als Lehrer an der Sibelius-Akademie, als Bibliothekar und Archivar beim Philharmonischen Orchester in Helsinki und als Rektor am Käpylä Music Institute in Helsinki wurde er 1976 als Professor für Komposition an die Sibelius-Akademie berufen und wirkte dort bis 1990. Für sein kompositorisches Schaffen erhielt er zahlreiche in- und ausländische Auszeichnungen und Preise, u. a. den Wihuri-Sibelius-Preis und die „Pro Finlandia“-Medaille.

## Werk
Das Harenberg Komponistenlexikon nennt Rautavaara „eine komplexe und widersprüchliche Erscheinung“. Rautavaara begann in den 1950er Jahren neoklassisch in der Nachfolge Anton Bruckners, komponierte in den 1960er Jahren seriell, schlug 1969 im ersten Klavierkonzert neoromantische Töne an. Eine Reihe von Stücken der 1970er Jahre, so vor allem Cantus Arcticus, das berühmte Konzert für Orchester und Bandaufnahmen von Vogelstimmen, muten mystisch an. Seit den 1980er Jahren verband Rautavaara postmodern alle Stilarten der Musik, die er beherrschte. Das Reihenverfahren der Zwölftontechnik verband er mit Dreiklang-Elementen.
Die romantisch-mystische Seite seines Schaffens führte Rautavaara auf zwei Kindheitserlebnisse zurück: Einen häufigen Traum, in dem er wie der biblische Urvater Jakob mit einem Engel kämpfte, und eine griechisch-orthodoxe Bischofsweihe, der er mit seinen Eltern beiwohnte. Das in seinen Werken immer wieder behandelte Thema des Engels hat seinen Ursprung außerdem in seiner Beschäftigung mit den Duineser Elegien von Rainer Maria Rilke, deren „Erste Elegie“ er auch für achtstimmigen gemischten Chor vertont hat. Rautavaara ging davon aus, dass seine Kompositionen bereits in „einer anderen Realität existieren“ und es seine Aufgabe sei, sie von der einen in die andere Welt zu bringen: „Ich glaube fest daran, dass Kompositionen einen eigenen Willen besitzen.“
Rautavaara wurde zwar vor allem für seine sinfonischen Werke und seine Konzerte bekannt, war aber neben Aulis Sallinen auch der produktivste finnische Opernkomponist der Gegenwart. Meist schrieb er seine Libretti selbst und verarbeitete in ihren wie in seinen Instrumentalwerken mystisch-romantische Themen: in Thomas sein Klostererlebnis, in Vincent das Künstlerdrama Vincent van Goghs, in Das Sonnenhaus Vergangenheitskult und Todesnähe, in Aleksis Kivi erneut ein Künstlerdrama, das des ersten in Finnisch dichtenden modernen Schriftstellers, Aleksis Kivi. Seine letzte Oper behandelte die charismatische Figur Rasputin.

## Werke (Auswahl)

### Orchesterwerke

#### Sinfonien
- 1955/1988/2003: Sinfonie Nr. 1
- 1957: Sinfonie Nr. 2
- 1961: Sinfonie Nr. 3
- 1962: Sinfonie Nr. 4 Arabescata
- 1985: Sinfonie Nr. 5 Monologues of Angels
- 1992: Sinfonie Nr. 6 Vincentiana
- 1994: Sinfonie Nr. 7 Angel of Light
- 2000: Sinfonie Nr. 8 The Journey

#### Werke für Soloinstrument und Orchester
- 1968: Konzert für Violoncello und Orchester Nr. 1
- 1969: Klavierkonzert Nr. 1
- 1972: Cantus Arcticus, „Concerto for Birds and Orchestra“
- 1972/2008: Summer Thoughts für Violine und Orchestra
- 1973: Flötenkonzert Dances with the Winds
- 1977: Violinkonzert
- 1977: Konzert für Orgel, Blechbläserquintett und Symphonisches Blasorchester Annunciatons
- 1980: Kontrabasskonzert Angel of Dusk
- 1989: Klavierkonzert Nr. 2
- 1998: Klavierkonzert Nr. 3 Gift of Dreams
- 2000: Konzert für Harfe und Orchester
- 2001: Konzert für Klarinette und Orchester
- 2008: Konzert für Schlagzeug und Orchester Incantations
- 2008/09: Konzert für Violoncello und Orchester Nr. 2 Towards the Horizon
- 2016 (posthum veröffentlicht) Deux Sérénades für Violine und Orchester (geschrieben für Hilary Hahn)[5]

#### Weitere Orchesterwerke
- 1953: A Requiem in our Time for Thirteen-Part Brass Choir with Percussion. Robert King Music, North Eastern, Mass. 1958
- 1971: Garden of Spaces (Tilatarha)
- 1971: True and False Unicorn
- 1978: Angels and Visitations
- 1995: Isle of Bliss, Orchestral fantasia
- 1997: Adagio Celeste (Streichorchester)
- 1999: Autumn Gardens
- 2003/2005: Book of Visions (1. Satz: A Tale of Night, 2. Satz: A Tale of Fire, 3. Satz: A Tale of Love, 4. Satz: A Tale of Fate)
- 2005: Before the Icons
- 2007: A Tapestry of Life
- 2011: Into the Heart of Light (Streichorchester)

### Opern
- 1962: Kaivos (Die Mine)
- 1985: Thomas
- 1987: Vincent
- 1990: Auringon talo (Das Sonnenhaus)
- 1997: Aleksis Kivi
- 2003: Rasputin

### Chorwerke
- 1960: Ludus verbalis (für Männersprechchor)
- 1960: Lapsimessu (Kindermesse) für gemischten Kinderchor und Kammerorchester
- 1971/72: Vigilia „All-Night Vigil in Memory of St. John the Baptist“ für gemischten Chor und fünf Solisten
- 1973: Suite de Lorca für gemischten Chor a cappella
- 1982: The Myth of Sampo (Sammon ryöstö) für Männerchor, Soli und Tonband, auf Texte aus dem Epos Kalevala: Cantos 42, 43 (Libretto: Einojuhani Rautavaara)
- 1993: Die Erste Elegie (Rilke) für gemischten Chor
- 2011: Missa a cappella

### Kammermusik
- 1952: Streichquartett Nr. 1
- 1958: Streichquartett Nr. 2
- 1970/2006: April Lines für Violine und Klavier
- 1975: Streichquartett Nr. 4
- 1981: Playgrounds for Angels (4 Trompeten, 4 Posaunen, Horn, Tuba)
- 1997: Streichquintett Les cieux inconnues
- 2005: Lost Landscapes, für Violine und Klavier (1. Satz: Tanglewood, 2. Satz Ascona, 3. Satz: Rainergasse 11, Vienna, 4. Satz: West 23rd Street, NY)

### Klavierwerke
- 1952: Pelimannit (Spielleute/Fiedler) op. 1 (6-sätzige Suite für Klavier)
- 1956: Icons op. 6 (6-sätzige Suite für Klavier)
- 1969: Klaviersonate Nr. 1 Christus und die Fischer (Titel im Original Deutsch)
- 1969: Etydit (Études) op. 42 für Klavier
- 1970: Klaviersonate Nr. 2 The Fire Sermon